# Loma de las Flores, Puebla
Loma de las Flores är en ort i Mexiko.   Den ligger i kommunen Chichiquila och delstaten Puebla, i den sydöstra delen av landet, 220 km öster om huvudstaden Mexico City. Loma de las Flores ligger 2 039 meter över havet och antalet invånare är 113.
Terrängen runt Loma de las Flores är kuperad åt sydväst, men åt nordost är den bergig. Terrängen runt Loma de las Flores sluttar österut. Runt Loma de las Flores är det ganska glesbefolkat, med 36 invånare per kvadratkilometer. Närmaste större samhälle är Huatusco de Chicuellar, 14,8 km sydost om Loma de las Flores. I omgivningarna runt Loma de las Flores växer huvudsakligen savannskog.